# Camilo Echevarría
Camilo Echevarría (ur. 31 grudnia 1990 roku w Neuquén) – argentyński kierowca wyścigowy.

## Kariera
Echevarría rozpoczął karierę w międzynarodowych wyścigach samochodowych w 2007 roku od startów w Master Junior Formula, gdzie raz stanął na podium. Z dorobkiem 39 punktów uplasował się tam na trzynastej pozycji w klasyfikacji generalnej. W późniejszych latach Argentyńczyk pojawiał się także w stawce Formuły BMW Talent Cup, Argentyńskiej Formuły Renault 1.6, Top Race Junior Argentina, TC Pista Argentina, TC2000, Turismo Carretera Mouras, Top Race Series, TC Mouras, Top Race V6 Argentina, World Touring Car Championship oraz Turismo Carretera Mouras.
W World Touring Car Championship Argentyńczyk dołączył do stawki podczas argentyńskiej rundy w sezonie 2014 z niemiecką ekipą Engstler Motorsport. Uplasował się odpowiednio na 17 i 16 pozycji. W końcowej klasyfikacji kierowców został sklasyfikowany na 25. miejscu, a w klasyfikacji kierowców niezależnych był piąty.